# مفاعل أوكلو
المفاعل النووي الطبيعي لأوكلو بالغابون هو مفاعل نووي من نوع ڤي ڤي أي آر. يتكون الأورانيوم الطبيعي من النظائر الرئيسية التالية (النسب المؤية الكتلية):
- (238)U (الوفارة: 99,2745 %)
- (235)U (الوفارة: 0,7200 %)
- (234)U الوفارة: 0,0055 %)

يستعمل في المفاعلات النووية النظير (235)U الشطور كوقود، لذلك يجب تخصيب الأورانيوم الطبيعي لكي تصل نسبة الأورانيوم235U ما بين
3 %و4 % . الأورانيوم 235 والأورانيوم 238 لهما نشاط إشعاعي طفيف عمر نصفيهما على التوالي 700مليون سنة و4,47 مليار سنة ومنذ تكون الأرض كان تقتت الأول أكبر من الثاني وهو ما يفسر نسبة وفارة U(235) المتدنية، أو بتعبير آخر فإن وفارة الأورانيوم235 في الأورانيوم الطبيعي قديما كانت أكبر مما هي عليه الآن. تقدر الوفارة الطبيعية قبل ملياري سنة للU(235) تقريبا 3,5 % .
غير أن في منجم أوكلو بالغابون تقدر نسبة الأورانيوم 235 ب 0,440 % بدل 0,72%.
يفسر تدني وفارة U(235) غير الطبيعية لمنجم الغابون بالفرضية التالية: وجود مفاعل نووي «طبيعي» يشتغل في هذا الموقع.
بمقارنة المميزات الهندسية والنووية للمفاعلات النووية العصرية والمفاعل«الطبيعي» للغابون يلاحظ وجود وفارة مرتفعة لU(235) في قلب الموقع مقارنة مع الوفارة المتوسطة للمنجم 0,44 % وهو ما يثبت وجود مفاعل نووي يعمل منذ 1,7 مليار سنة !
احتمالا تكون المياه الجوفية هي التي تجعل حركة نوترونات المسببة للانشطار بطيئة. يفسر وجود مناطق ذات وفارة لU(235) مرتفعة عن المتوسط نتيجة تحول U(238) بعد تلقفه لنوترون إلى بلوتونيوم 239 والذي يتحول بدوره إلى U(235)، هي نفس التحولات التي تحدث في المفاعلات النووية العصرية لإنتاج البلوتنيوم.